# Sœurdres
Sœurdres és un municipi francès situat al departament de Maine i Loira i a la regió de País del Loira. L'any 2007 tenia 325 habitants.

## Demografia

### Població
El 2007 la població de fet de Sœurdres era de 325 persones. Hi havia 117 famílies de les quals 20 eren unipersonals (12 homes vivint sols i 8 dones vivint soles), 31 parelles sense fills, 54 parelles amb fills i 12 famílies monoparentals amb fills.
La població ha evolucionat segons el següent gràfic:
Habitants censats

### Habitatges
El 2007 hi havia 142 habitatges, 119 eren l'habitatge principal de la família, 14 eren segones residències i 9 estaven desocupats. 140 eren cases i 2 eren apartaments. Dels 119 habitatges principals, 99 estaven ocupats pels seus propietaris, 19 estaven llogats i ocupats pels llogaters i 1 estava cedit a títol gratuït; 6 tenien dues cambres, 14 en tenien tres, 33 en tenien quatre i 67 en tenien cinc o més. 79 habitatges disposaven pel capbaix d'una plaça de pàrquing. A 64 habitatges hi havia un automòbil i a 50 n'hi havia dos o més.

### Piràmide de població
La piràmide de població per edats i sexe el 2009 era:
| Homes | Edats   | Dones |
| ----- | ------- | ----- |
| 0     | 95 o +  | 0     |
| 0     | 90 a 94 | 4     |
| 0     | 85 a 89 | 0     |
| 4     | 80 a 84 | 0     |
| 8     | 75 a 79 | 8     |
| 8     | 70 a 74 | 0     |
| 8     | 65 a 69 | 16    |
| 0     | 60 a 64 | 0     |
| 8     | 55 a 59 | 0     |
| 4     | 50 a 54 | 4     |
| 12    | 45 a 49 | 4     |
| 8     | 40 a 44 | 8     |
| 16    | 35 a 39 | 24    |
| 4     | 30 a 34 | 0     |
| 8     | 25 a 29 | 4     |
| 8     | 20 a 24 | 4     |
| 4     | 15 a 19 | 8     |
| 4     | 10 a 14 | 16    |
| 12    | 5 a 9   | 16    |
| 0     | 0 a 4   | 8     |

## Economia
El 2007 la població en edat de treballar era de 203 persones, 161 eren actives i 42 eren inactives. De les 161 persones actives 144 estaven ocupades (84 homes i 60 dones) i 17 estaven aturades (5 homes i 12 dones). De les 42 persones inactives 13 estaven jubilades, 14 estaven estudiant i 15 estaven classificades com a «altres inactius».

### Ingressos
El 2009 a Sœurdres hi havia 123 unitats fiscals que integraven 353 persones, la mediana anual d'ingressos fiscals per persona era de 14.737 €.

### Activitats econòmiques
Dels 12 establiments que hi havia el 2007, 6 eren d'empreses de construcció, 1 d'una empresa de comerç i reparació d'automòbils, 2 d'empreses d'hostatgeria i restauració, 1 d'una empresa immobiliària, 1 d'una empresa de serveis i 1 d'una empresa classificada com a «altres activitats de serveis».
Dels 6 establiments de servei als particulars que hi havia el 2009, 1 era un guixaire pintor, 4 lampisteries i 1 perruqueria.
L'any 2000 a Sœurdres hi havia 28 explotacions agrícoles que ocupaven un total de 1.302 hectàrees.

## Equipaments sanitaris i escolars
El 2009 hi havia una escola maternal integrada dins d'un grup escolar amb les comunes properes formant una escola dispersa.

## Poblacions més properes
El següent diagrama mostra les poblacions més properes.